# La Cancalaise
Pour l'ancien patrouilleur de la marine française, voir Classe La Cancalaise.
La Cancalaise est une réplique de bisquine construite en 1987 à Cancale. Elle est gréée en lougre de pêche à trois-mâts avec voiles au tiers.

La Cancalaise est le bateau de pêche le plus voilé de France, qui a été lancé le 18 avril 1987. Elle appartient à l'Association Bisquine Cancalaise, créée en 1984, qui s'était donnée comme but de construire et de faire naviguer une bisquine.

Son immatriculation est : CAN 87.

## Histoire

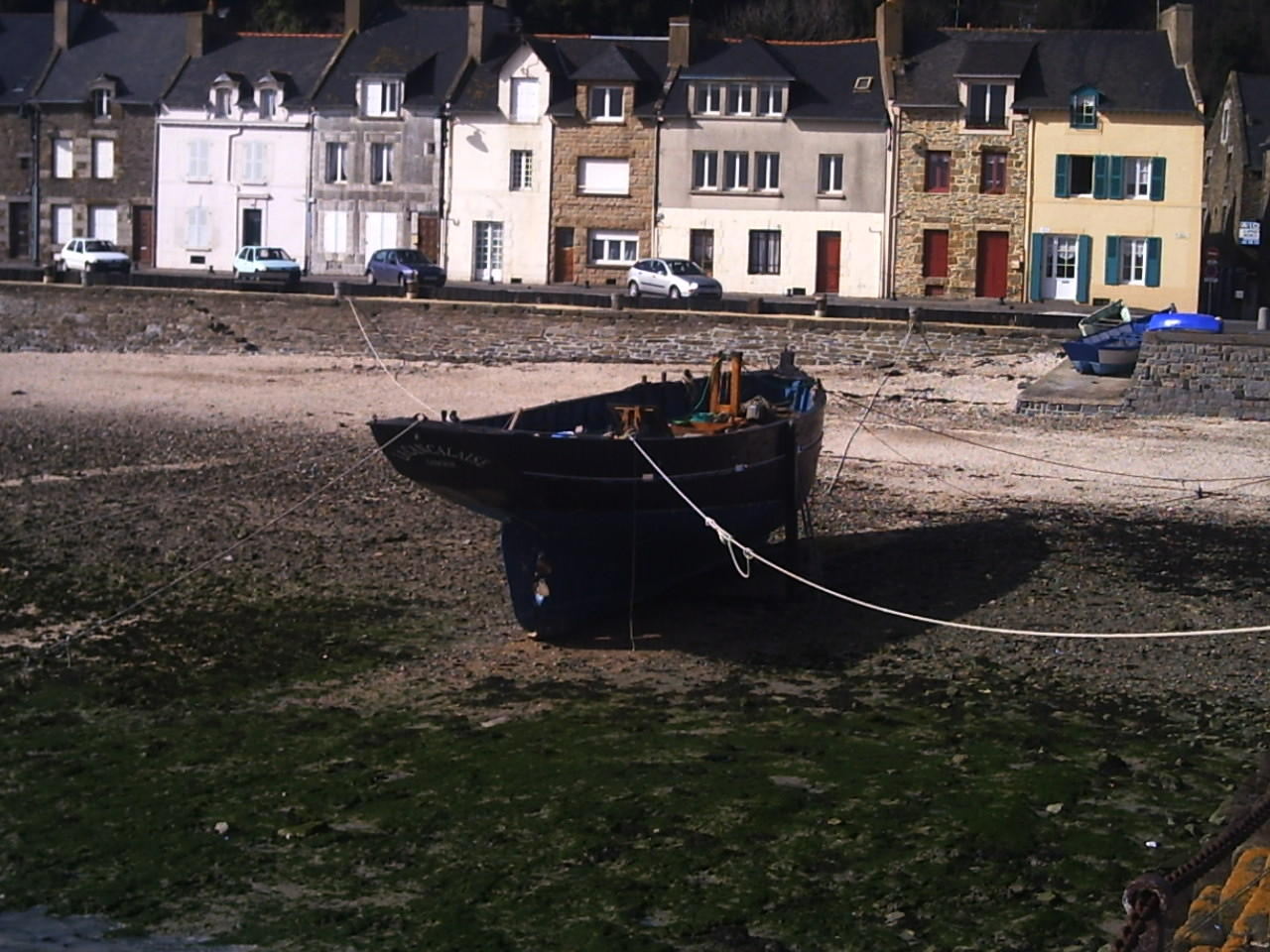
À Cancale en 2006

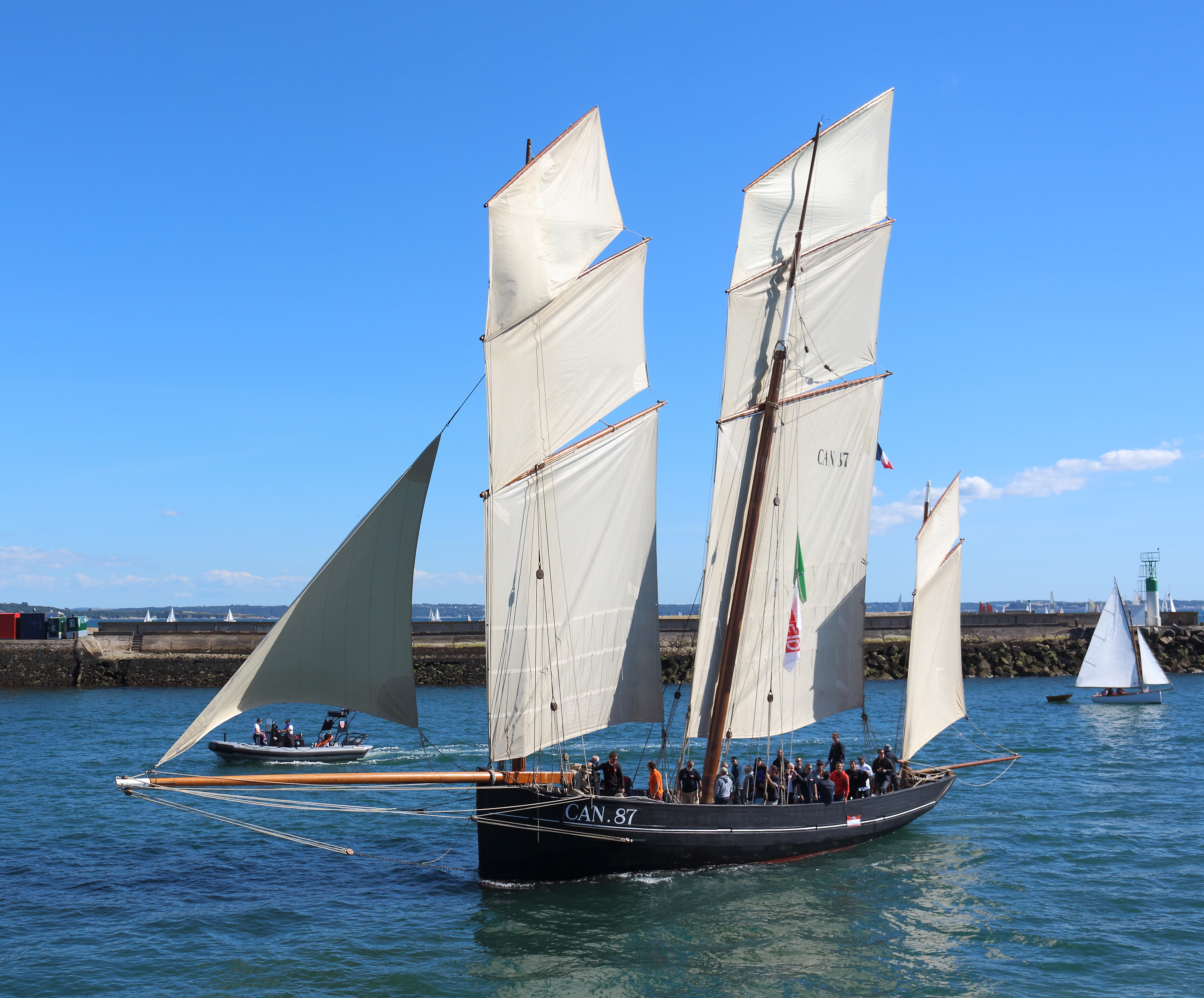
La Cancalaise de retour de promenade durant les fêtes maritimes de Brest 2016.

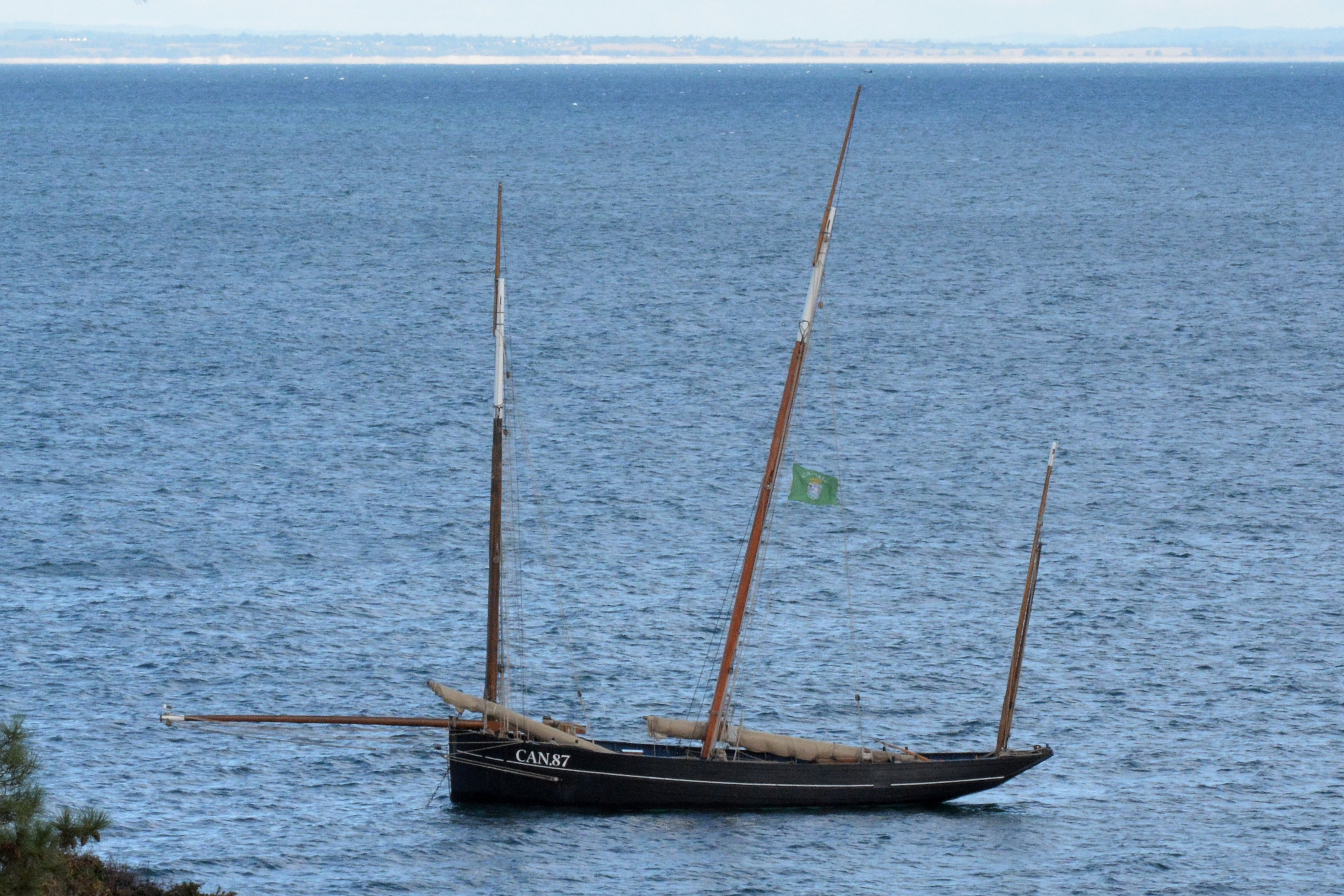
Bisquine "La Cancalaise"

La Cancalaise est la reconstitution authentique de la bisquine La Perle (1905) dont les plans furent relevés sur l'épave en 1958 par Jean Le Bot.
La bisquine est un bateau de travail bien connu pour sa stabilité et puissant sous voiles pendant les régates entre les pêcheurs de Granville et Cancale pour la gloire et la renommée de leurs villes natales.
Elle est caractéristique de la région du mont Saint-Michel située entre Saint-Malo et Granville en France au XIXe siècle. Ce type de bateau pratiquait le dragage des huîtres dans la baie du Mont-Saint-Michel, la pêche au chalut et, pour les plus grandes, la pêche aux lignes.
Les bisquines avaient totalement disparu, mais des passionnés ont entrepris de les faire revivre à Cancale et à Granville. Ce projet de construction a commencé au chantier naval de Cancale dès 1985. La Cancalaise a été mise à l'eau le 18 avril 1987. Elle porte le gréement le plus important de tous les bateaux traditionnels.
La Cancalaise participe aux festivals maritimes pour le métier traditionnel de la navigation à la voile et à des régates sur la côte atlantique française.
En saison, si elle n'est pas en navigation, La Cancalaise est au mouillage dans l'anse de Port-Mer au nord de Cancale. Pour l'hiver elle est désarmée à la cale de l'épi.
Il est possible de naviguer sur La Cancalaise en s'adressant à l'association gestionnaire.

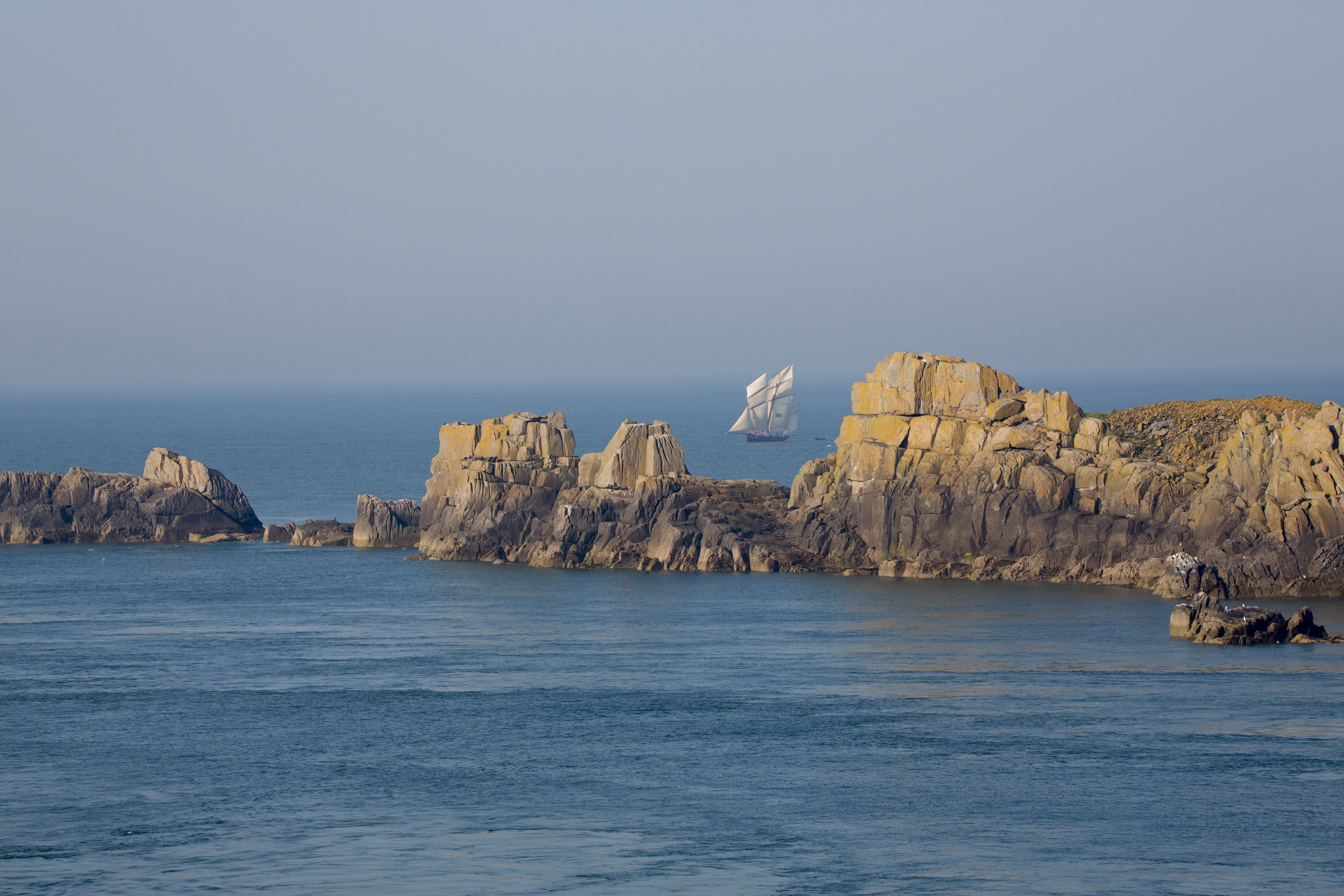
La Cancalaise à l'horizon (depuis la Pointe du Grouin).

### Bibliographie

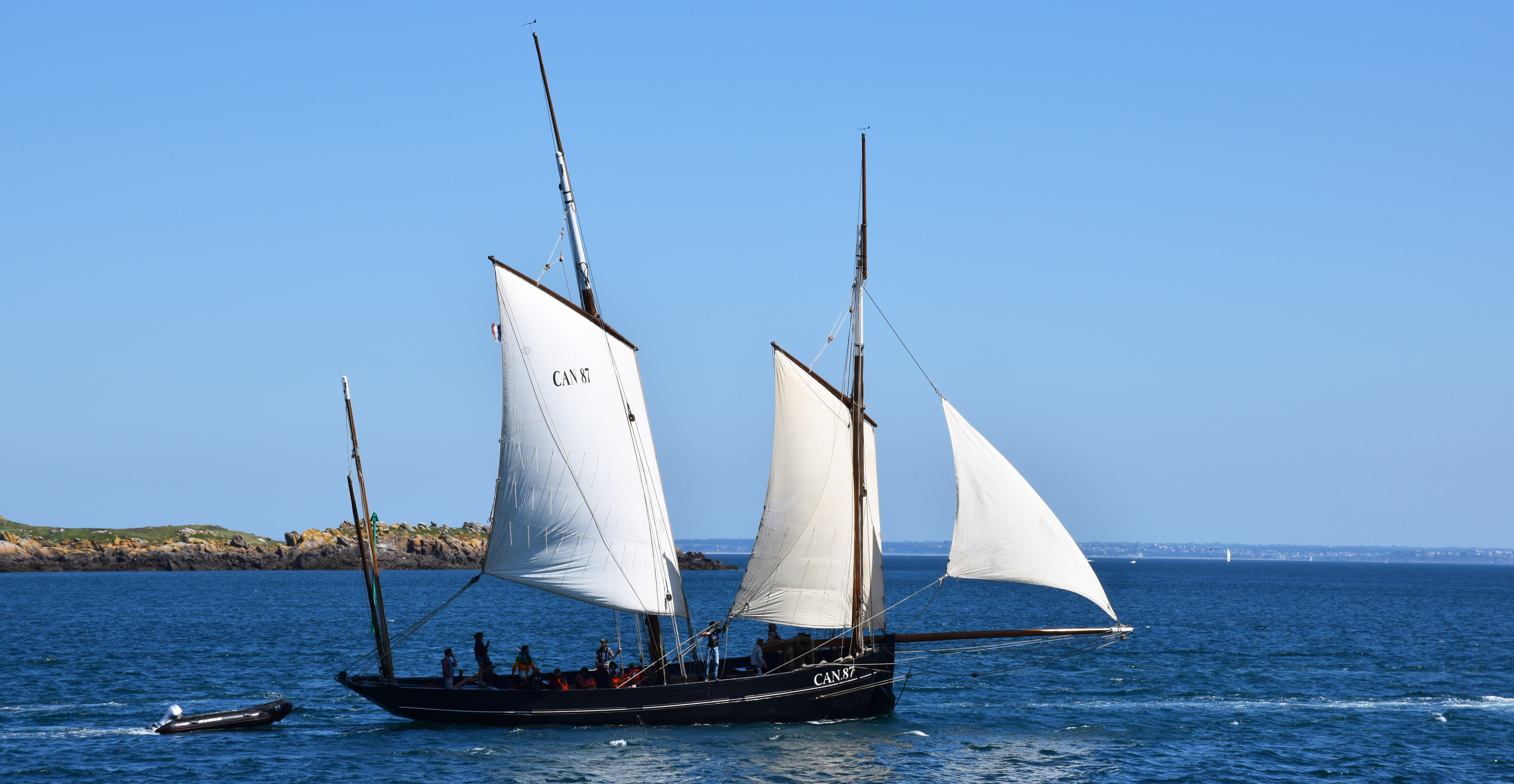
La Cancalaise aux Iles de Chausey le 17 juillet 2021.

## Note et référence
- Cet article est partiellement ou en totalité issu de la page « Cancalaise » de Raphodon, Gaëlle, -Strogoff- , Gaëlle, Jeffdelonge, Envlh et Jacques Joncour, le texte ayant été placé par l’auteur ou le responsable de publication sous la licence Creative Commons paternité partage à l'identique ou une licence compatible. (voir la liste des auteurs)